# تشاك ماكينلي
تشاك ماكينلي (بالإنجليزية: Chuck McKinley)‏ كان لاعب كرة مضرب أمريكي بدأ مسيرته كمحترف سنة 1956 وكان يلعب باليد اليمنى، اعتزل اللعب في 1969. كما أنه أحد أبطال الجراند سلام. أعلى تصنيف له في الفردي كان المركز الـ 1 في سنة 1963.

## بطولات حققها
- بطولة ويمبلدون

## النهائيات
| الحصيلة | السنة | البطولة  | الأرضية | المنافس في النهائي | النتيجة في النهائي |
| ------- | ----- | -------- | ------- | ------------------ | ------------------ |
| الوصافة | 1961  | ويمبلدون | عشبية   | رود ليفر           | 3–6, 1–6, 4–6      |
| الفوز   | 1963  | ويمبلدون | عشبية   | فريد ستول          | 9–7, 6–1, 6–4      |

## روابط خارجية
- تشاك ماكينلي على موقع رابطة محترفي التنس (الإنجليزية)
- تشاك ماكينلي على موقع الاتحاد الدولي لكرة المضرب (الإنجليزية)
- تشاك ماكينلي على موقع كأس ديفيز (الإنجليزية)
- تشاك ماكينلي على موقع قاعة مشاهير كرة المضرب الدولية (الإنجليزية)
- تشاك ماكينلي على موقع خلاصة التنس.كوم (الإنجليزية)